# Ribiszkemoly
A ribiszkemoly (Lampronia capitella) a valódi lepkék (Glossata) alrendjébe tartozó sárgás virágmolyfélék (Prodoxidae) családjának egyik, hazánkban sokfelé, de ritkásan előforduló faja.

## Elterjedése, élőhelye
Főleg Közép- és Kelet-európában gyakori. Hazánkban is elterjedt, de Ausztriában és Magyarországon is csak alkalmi kártevőnek számít.

## Megjelenése
A lepke sötétszürke, fehéressárga foltokkal. Szárnyának fesztávolsága 14–16 mm.

## Életmódja
Évente egy nemzedéken fejlődik ki. A fiatal hernyó telel át a ribiszkebokor ágainak végén, kis, fehér szövedékben. Már februárban feléled, és berágja magát egy rügybe, ami ezért nem fakad. Az elpusztult rügyből szövedékes fekete ürülékhalom türemlik ki, ez utal a hernyó pusztítására. A megtámadott hajtás csúcsa idővel hervadni kezd, és elpusztul rajta a termés. A kis hernyók behatolnak a bogyóba is, ahol a még puha magot eszik.
Fő tápnövényei a különféle ribiszkefajok, ritkán a köszméte. Hazánkban jelentős kárt csak 1939-ben okozott.

## Külső hivatkozások
- Mészáros Zoltán – Szabóky Csaba: A magyarországi molylepkék gyakorlati albuma. Budapest: Agroinform. 2005.  arch Hozzáférés: 2018. április 6. (PDF)